# Тайвань на летних Олимпийских играх 1996
Китайская Республика участвовала в летних Олимпийских играх 1996 под названием «Китайский Тайбэй», и завоевала одну медаль.

## Медалисты
| Медаль  | Спортсмен | Вид спорта        | Дисциплина                |
| ------- | --------- | ----------------- | ------------------------- |
| Серебро | Чэнь Цзин | Настольный теннис | Женщины, одиночный разряд |

## Результаты соревнований

### Водные виды спорта

#### Прыжки в воду
По итогам предварительных 6 прыжков в полуфинал проходило 18 спортсменов. Далее прыгуны выполняли по 5 прыжков из обязательной программы, результаты которых суммировались с результатами предварительных прыжков. По общей сумме баллов определялись финалисты соревнований. Финальный раунд, состоящий из 6 прыжков, спортсмены начинали с результатом, полученным в полуфинале.
Мужчины
| Соревнование      | Спортсмены    | Предварительный раунд | Предварительный раунд | Полуфинал            | Полуфинал            | Сумма                | Сумма                | Финал                | Финал                | Итог                 | Итог                 |
| Соревнование      | Спортсмены    | Результат             | Место                 | Результат            | Место                | Результат            | Место                | Результат            | Место                | Результат            | Место                |
| ----------------- | ------------- | --------------------- | --------------------- | -------------------- | -------------------- | -------------------- | -------------------- | -------------------- | -------------------- | -------------------- | -------------------- |
| трамплин, 3 метра | Чжэнь Ханьхун | 194,13                | 37                    | Завершил выступление | Завершил выступление | Завершил выступление | Завершил выступление | Завершил выступление | Завершил выступление | Завершил выступление | Завершил выступление |